# Agrochola miastigma
Agrochola miastigma är en fjärilsart som beskrevs av Dyar 1919. Agrochola miastigma ingår i släktet Agrochola och familjen nattflyn. Inga underarter finns listade i Catalogue of Life.